# Magical Canan
Magical Canan (яп. まじかるカナン Волшебный Канан) — Эроге в жанре махо-сёдзё выпущенная компанией Terios. Позже на основе сюжета геймплея был выпущен эротический OVA сериал и аниме-сериал из которого были убраны элементы хентая. Сериал транслировался впервые по каналу Tokyo Metropolitan Television с 1 января по 26 марта 2005 года. OVA сериал был лицензирован на территории США компанией Adult Source Media.

## Сюжет
По сюжету пять семян зла были похищены из хранилища в мире Эвергрен и рассеяны по Земле. Магические семена способны захватывать людей, манипулировать их желаниями и превращать в монстров. Нацуки, личный агент королевы Цуюхи отправляется на Землю, чтобы отыскать Магических воинов. Он на земле встречается со старшеклассницей Хиираги Тихайя и превращает её в волшебницу Кармэйн. Однако возникают трудности в появлением магического воина — Карлеана Блу в которым стала студентка Эми Кодзима.

## Список персонажей
Тихайя Хиираги (яп. 柊 ちはや)
Сэйю: Рё Хирохаси
Студентка старшей школы. Работает в «Ангел Кисс», ресторане своей матери. С помощью Нацуки она может превратится в магического воина Кармейн (カーマイン). Кармейн это воплощения идеала Хиираги и в такой форме обладает магической силой. Позже узнаёт, что его отец как и Нацуки прибыл когда то из Эверген.
Нацуки (яп. なつき)
Сэйю: Хисаёси Суганума
Нацуки — зверёк, похожий чем то на лисёнка и кролика. Попал впервые в школу, где училась Тахайа. Его подобрала мед-сестра и хотела вскрыть. Тахайа спасла его и взяла в свой дом. Но, как животному, ему нельзя находиться в ресторане. В мире Эвергрен был человеком, но из-за того, что потерял магическую силу, принял форму зверька.
Саяка Мидзусиро (яп. 水城 さやか)
Сэйю: Нана Мидзуки
Богатая девочка и лучшая подруга Тахайи. Может превращаться в магического воина Карлеан Блу с помощью её партнёра — Хадзуны. В форме воина воплощает свой идеал. У неё крепкая связь с Хадзуной поэтому она очень сильная как магический воин, однако это истощает её силы и в простой форме она выглядит очень слабой и истощённой.
Хадзуна (яп. ハヅナ)
Сэйю: Такахиро Мицусима
Партнёр Саяки и агент королевы Цуюхи. Как и Нацуки может превращать партнёра в магического воина. В его животной форме похож на фиолетового хорька.(жёлтый в OVA). Он также выступает в качестве тренера Саяки и родной брат Нацуки.
Эми Кодзима (яп. 小島 えみ)
Сэйю: Юи Миядзаки
Девушка, прибывшая из Эвергрена. Посещает школу Тахайя под именем Эми Кодзима. Её настоящее имя — Септем. Она влюблена в Бергамота но он отвечает ей взаимностью из-за схожести с его женой. Эми работает с Бергамотом, чтобы помочь защититься Тихайи от Феннель и Календулы. Хотя Эми изображается как героиня в аниме, в OVA она была изображена, как злодейка.
Бергамот (яп. ベルガモット Бэругамотто)
Сэйю: Хидэюки Танака
Отец Тихайи. Феннель уговорил его украсть семена из хранилища. Он сбегает на Землю и встречается с Эми Хиираги, будущей матерью Тахайи. Позже он прибывает с Септем, чтобы защитить Тихайю от Феннель и Календулы. На Земле под именем Ёноути преподаёт в школе, где учится Тахайя.
Феннель (яп. フェンネル Фэннеру)
Сэйю: Хиротака Судзуоки
Главный злодей истории. Уже давно прибыл на Землю. Позже использует магию Тахайи, чтобы уничтожить мир или как он считает — очистить его. На Земле он работал в качестве председателя в школе, где учится Тихайя.
Календула (яп. カレンデュラ Карэндура)
Сэйю: Тиаки Такахаси
Подчинённый Феннеля. Она несёт ответственность за заражение людей семенами. К концу истории она заражается двумя семенами, чтобы стать сильнее но сила разрушает её тело.

## Критика
Представитель сайта Anime News Network отметил, что сериал не обладает никакими уникальными качествами и является самым стандартным махо-сёдзё и без капли реальности, где главная героиня-школьница получает супер-силы и должна бороться ради спасения мира и ничего больше. Если бы сериал был создан американцами, то на компанию и создателей подали судебный иск в плагиате известных японских сериалов о девочках-волшебницах.

## Музыка
- Открытие: «Magical Chodai» исполняла: Юи Миядзаки
- Концовка: «Koi Gokoro» исполняла: Аи Токунага